# Rincón de Soto
Rincón de Soto és un municipi situat en la comarca d'Alfaro, de La Rioja (Espanya).

## Agermanaments
- Sent Vincenç de Tiròssa

## Personatges il·lustres
- Juan Antonio Llorente, erudit del segle XVIII
- Fernando Llorente Torres, jugador de futbol de l'Athletic Club de Bilbao